# Bălan (Harghita)
Bălan is een stad (oraș) in het Roemeense district Harghita. De stad telt 7902 inwoners (2002) en was oorspronkelijk een mijnwerkersdorpje